# ريتشارد فرازير
ريتشارد فرازير (بالإنجليزية: Richard Fraser)‏ هو ممثل بريطاني وأمريكي (وحمل سابقاً جنسية المملكة المتحدة لبريطانيا العظمى وأيرلندا)، ولد في 15 مارس 1913 في المملكة المتحدة، وتوفي في 19 يناير 1972 بلندن في المملكة المتحدة بسبب سرطان.

## أعمال

### أفلام
- (1941) كم كان واديي مخضرا
- (1945) صورة دوريان جراي[2]

## وصلات خارجية
- ريتشارد فرازير على موقع IMDb (الإنجليزية)
- ريتشارد فرازير على موقع أول موفي (الإنجليزية)
- ريتشارد فرازير على موقع قاعدة بيانات الأفلام السويدية (السويدية)
- ريتشارد فرازير على موقع قاعدة بيانات الفيلم (الإنجليزية)